# 가천초등학교 (경북)
가천초등학교는 대한민국 경상북도 성주군에 있는 공립 초등학교이다.

## 학교 연혁
- 1919.06.16 가천공립보통학교 설립 인가
- 1920.05.20 가천국민학교 개교(4년제)
- 1923.12.20 가천국민학교 승격(6년제)
- 1981.03.01 병설유치원 개원
- 1996.03.01 가천초등학교 교명 개칭
- 1998.03.01 무학분교장 편입
- 2010.03.01 제33대 서금자 교장 부임
- 2012.02.17 제89회 졸업(총 6,958명)
- 2013.02.19 제90회 졸업(총 6,965명)
- 2014.02.14 제91회 졸업(총 6,975명)
- 2014.03.01 제34대 박순자 교장 부임
- 2015.02.13 제92회 졸업(총 6,980명)
- 2015.09.01 제35대 신상규 교장 부임

## 참고 자료
- 가천초등학교 - 한국교육학술정보원 학교알리미